# Maurizio Mandorino
Maurizio Mandorino (* 3. August 1980) ist ein Schweizer Tanzlehrer und Rock-’n’-Roll-Tänzer.

## Karriere
Maurizio Mandorino, dessen Eltern aus Italien stammen und eine der ersten Rock-’n’-Roll-Akrobatik-Tanzschulen im Kanton Neuenburg gegründet hatten, wurde zusammen mit seiner zehn Jahre jüngeren Schwester Jade Mandorino 2007 Rock-’n’-Roll-Weltmeister. Ausserdem ist er dreifacher Vize-Weltmeister (2006, 2008 und 2009) sowie zweifacher Weltcupsieger (2008 und 2009).
Zu seinen Stärken zählte vor allem die Fusstechnik. Trotz seiner für Rock-’n’-Roll-Verhältnisse kleinen Körpergrösse zeigte er bis 2009 zwei Doppelsalti in seinem Programm. Ende 2009 beendete Maurizio Mandorino seine Karriere.
Seit 2009 führt Maurizio Mandorino eine Tanzschule für Ragga Jam, Hip-Hop und Salsa in Neuchâtel und trainiert u. a. die Rock-’n’-Roll-Paare des Tic-Tac-Rock-Club in Cernier.